# Uganda Revenue Authority SC
L'Uganda Revenue Authority Sports Club és un club de futbol ugandès de la ciutat de Kampala.
Va ser fundat el 1997. Es fusionà amb Lyantombe FC el 2001. URA havia estat exclòs de la Western League i Lyantombe, finalista de copa el 2000, no tenia prou diners per seguir competint. Aquest club adoptà el nom del URA, després de la fusió.

## Palmarès
- Lliga ugandesa de futbol:[5]
  - 2006, 2006–07, 2008–09, 2010–11
- Copa ugandesa de futbol:[6]
  - 2005, 2011–12, 2013–14